# Los Còms
Los Còms és una serra situada al municipi d'Àger a la comarca de la Noguera, amb una elevació màxima de 983 metres.